# Sphenopidae
Famille
Les Sphenopidae forment une famille de cnidaires anthozoaires de l’ordre des Zoantharia.

## Liste des genres
Selon World Register of Marine Species (20 décembre 2016) :
- genre Palythoa Lamouroux, 1816 -- 96 espèces
- genre Sphenopus Steenstrup, 1856 -- 4 espèces

## Galerie

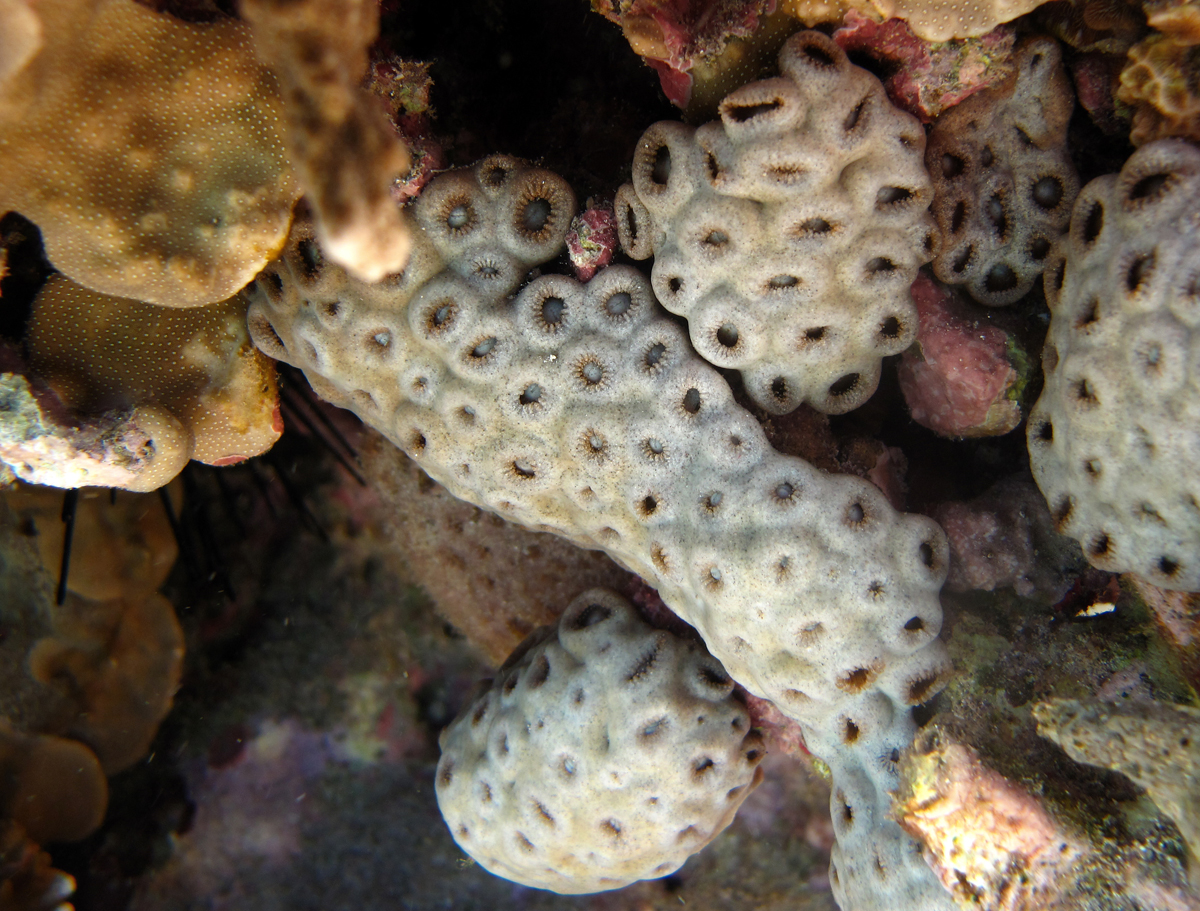
Palythoa tuberculosa (de jour, rétracté)
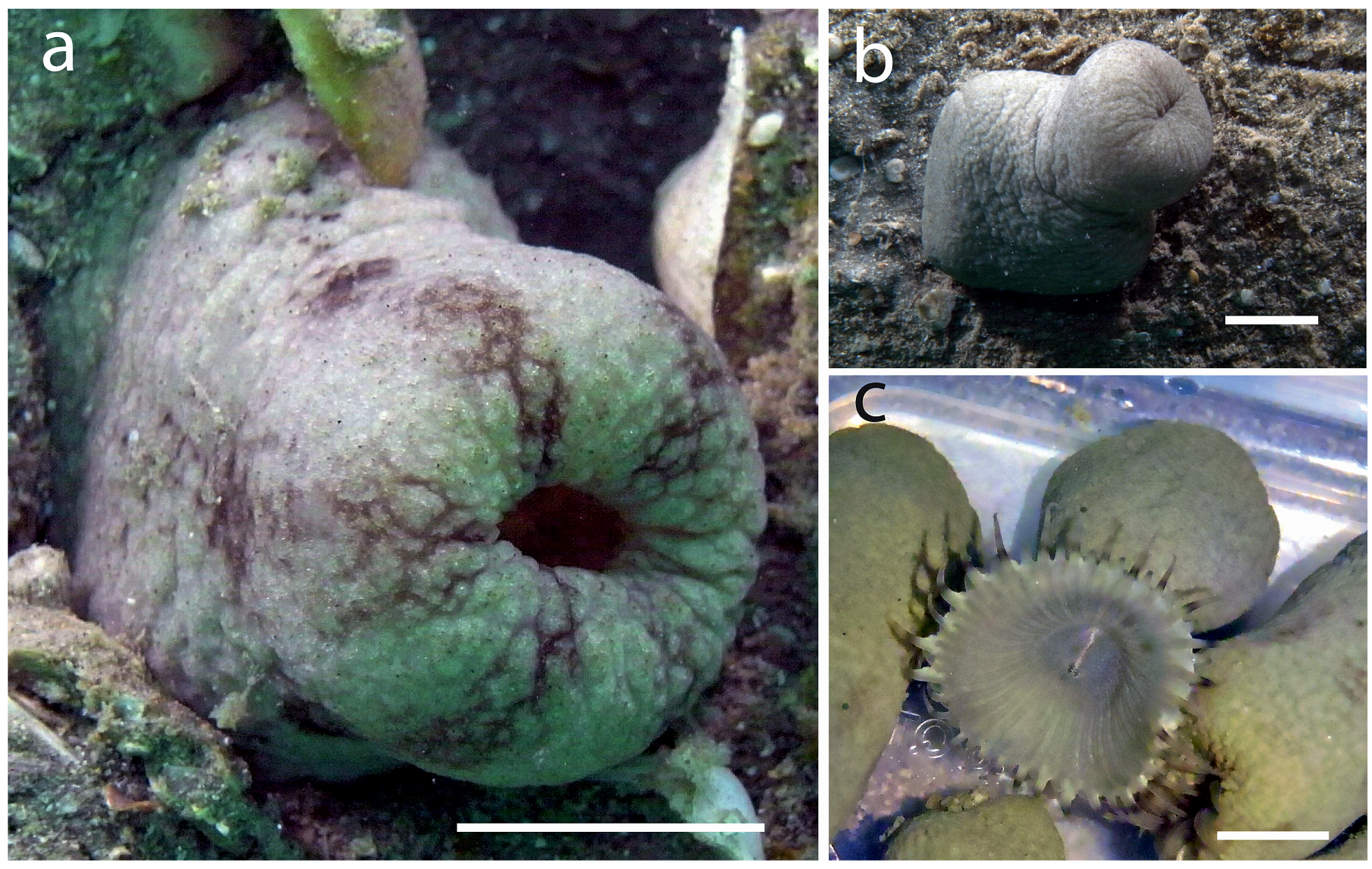
Sphenopus marsupialis

## Publication originale
- (en) Hertwig, 1882 : « Report on the Actiniaria dredged by H.M.S. Challenger during the years 1873-1876 : supplement ». The Voyage of the H.M.S. Challenger - Zoology, pp. 1-71 (lire en ligne).